# Биг Хорн (Вајоминг)
Биг Хорн (енгл. Big Horn) насељено је место без административног статуса у америчкој савезној држави Вајоминг.

## Демографија
По попису из 2010. године број становника је 490, што је 292 (147,5%) становника више него 2000. године.
| Група             | 2000.       | 2010.       |
| Белци             | 194 (98,0%) | 469 (95,7%) |
| Афроамериканци    | 0 (0,0%)    | 1 (0,2%)    |
| Азијати           | 0 (0,0%)    | 0 (0,0%)    |
| Хиспаноамериканци | 3 (1,5%)    | 10 (2,0%)   |
| Укупно            | 198         | 490         |